# 上穗波站

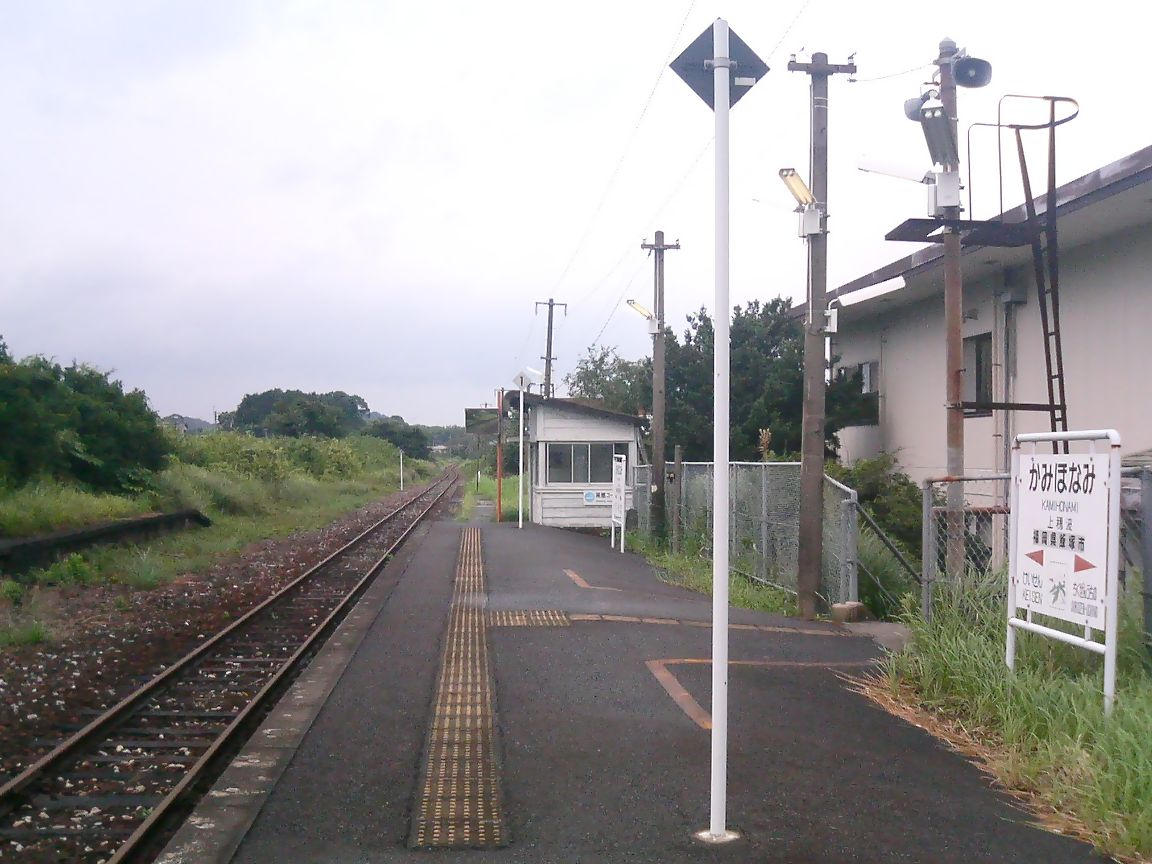
月台(2007年9月

上穗波站（日语：／ Kami-Honami eki */?）是位於福岡縣飯塚市阿惠宮前6001番，屬於九州旅客鐵道（JR九州）的筑豐本線（原田線）車站。車站編號為JG02。

## 歷史
本站啟用當初設有單獨站房，並設有車站職員當值。本站原為上穗波村（後來為筑穗町）的代表車站，在煤礦關閉和篠栗線全線開通後車站的重要性大減，轉移至筑前大分站和桂川站上。此站在1984年成為無人車站。此站曾設有前往日鐵上穗波坑的專用線，在礦山關閉也同時廢止。隨著商工會進駐此站，新的站房落成，交會設備和跨線橋均撤走。後來本站的月台提升了高度和加設一人列車專用設備。
- 1928年（昭和3年）7月15日 - 鐵道省 桂川站至筑前內野站之間開通，此站啟用[1]。
- 1984年（昭和59年）2月1日 - 成為無人車站。
- 1986年（昭和61年）3月 - 新車站大樓落成，大樓內設有商工會館[2]。
- 1987年（昭和62年）4月1日 - 伴隨國鐵分割民營化，車站由九州旅客鐵道（JR九州）營運[3]。
- 2013年（平成25年）8月 - 月台上的候車室撤走。

## 車站構造
本站是地面車站，設有1面1線的單式月台。此站曾設有2面2線的相對式月台。在1964年前後，此站設有從此站出發或為終站的列車班次，當中設有從若松於15:59出發，在上穗波於18:00到達的727列車，從上穗波18:17出發，在飯塚於18:35到達的734列車。現時在站房對面還有前月台遺蹟。站房在車站東邊，站內同時設有筑穗町商工會（現時：飯塚市商工會筑穗分所）。此站為無人車站。此站不可使用IC卡「SUGOCA」。

## 使用狀況
在2016年度的1日平均乘車人次為30人。
| 乘車人次變化 | 乘車人次變化 |
| 年度         | 1日平均人次  |
| ------------ | ------------ |
| 2007年       | 19           |
| 2008年       | 19           |
| 2009年       | 19           |
| 2010年       | 30           |
| 2011年       | 30           |
| 2012年       | 30           |
| 2013年       | 30           |
| 2014年       | 27           |
| 2015年       | 30           |
| 2016年       | 30           |

## 車站周邊
- 飯塚市社區巴士（日语：飯塚市コミュニティバス） 筑穗、飯塚線 筑穗分所巴士站
- 飯塚市政廳筑穗分所
- 飯塚市立上穗波小學
- 飯塚市立筑穗中學
- 筑穗郵局
- 福岡嘉穗農業協同組合（日语：福岡嘉穂農業協同組合）筑穗分所
- 7-11筑穗中學校前店

## 相鄰車站
九州旅客鐵道（JR九州）
 原田線（筑豐本線）
桂川（JG01）－上穗波（JG02）－筑前內野（JG03）

## 注腳
1. 1 2 3 4 5 6 7 8 9  . 週刊JR全駅・全車両基地 (朝日新聞出版). 2012-09-23, (07): 23 （日语）.
2. 1 2 3  弓削信夫. . 葦書房. 1993-10-15: 162–163. ISBN 4751205293 （日语）.
3. ↑  九州鉄道百年祭実行委員会・百年史編纂部会 (编).  初版. 九州旅客鉄道. 1988: 181 （日语）.
4. ↑  《時刻表完全復刻版1964年9月号》《時刻表完全復刻版1964年10月号》
5. ↑  飯塚統計 （交通・運輸） JR九州使用狀況

## 外部連結
- 上穗波（車站資訊） - 九州旅客鐵道（日語）